# Le Pont Neuf, après-midi
Le Pont Neuf, après-midi (Nederlands: De Pont Neuf, namiddag) is een schilderij van de Franse impressionistische kunstschilder Camille Pissarro, geschilderd in 1901, 73 × 92,1 centimeter groot. Het toont een gezicht over de drukke Pont Neuf in de namiddagzon. Het schilderij bevindt zich thans in de collectie van het Philadelphia Museum of Art, in 1977 verkregen uit het legaat van kunstverzamelaarster Charlotte Dorrance Wright.

## Context
Toen Pissarro in 1893 te Parijs een dokter bezocht vanwege zijn ooginfecties, kreeg hij het advies stof, wind en helder zonlicht te vermijden. Dit dwong hem voortaan vooral binnenshuis te werken. Van de nood een deugd makend zocht hij in het daarop volgende decennium vooral woonplekken die hem een spectaculair uitzicht boden over een aantal schilderachtige locaties in Parijs, welke hij vanuit zijn raam zou schilderen. In november 1900 huurde hij een appartement in een Louis XIII-huis op de hoek van de Pont Neuf en de Quai du Louvre, dat eerder had toebehoord aan de girondijnse activiste Madame Roland. Van daaruit had hij een uniek uitzicht over de brug. Hij zou er een hele serie schilderijen van maken, variaties vooral zoekend in verschillen in activiteit en lichtwerking op diverse momenten van de dag, bij verschillende weersomstandigheden, in verschillende jaargetijden.
Ondanks dat Pissarro in deze periode aan Claude Monet schreef dat hij ontevreden was met het werk waar hij in Parijs mee bezig was en 'streed tegen de ouderdom' getuigt zijn serie met de Pont Neuf als onderwerp nog steeds van een jeugdige frisheid en een grote dynamiek. Twee jaar later zou hij overlijden.

## Afbeelding
Le Pont Neuf, après-midi toont een weids gezicht over de Pont Neuf en de Seine op een drukke namiddag, in het volle daglicht, aan de vooravond van het autotijdperk. Het drukke voetpad van de brug is een wirwar van discontinue verflijnen die een kleurrijke, bewegende, enigszins amorfe massa vormen. Pissarro geeft figuren en voertuigen duidelijk minder scherp getekend weer dan bijvoorbeeld in zijn eerdere Place du Théatre Français-serie, waarvan diverse werken een bijna fotografische opzet hebben. Met zijn Pont Neuf-werken lijkt hij terug te keren naar de essentie van het impressionisme: het oog van de kijker moet het tafereel in een keer kunnen pakken, als totaliteit. Er is weinig aandacht voor individualiteit en veel wordt overgelaten aan de verbeelding.
Binnen de vervloeiing van het geheel blijven de helder oplichtende kleuren van de afzonderlijke elementen echter volledig intact. De structuur van de brug, die diagonaal door het schilderij snijdt, versterkt de compositie en biedt een rustpunt binnen de glinstering van kleuren, het weerkaatsende water en de contrasterende, delicaat weergegeven lucht. Het resultaat is een rake sfeerimpressie in de typische stijl van het impressionisme, Geschilderd in 1901 kan het in de gegeven vorm bijna gezien kan worden als de afsluiting van een tijdperk. De Pont Neuf-serie vormt in elk geval het slotakkoord van Pissarro's carrière en wordt tegenwoordig gezien als een hoogtepunt in het omvangrijke oeuvre dat hij naliet.

## Andere Pont Neuf-versies

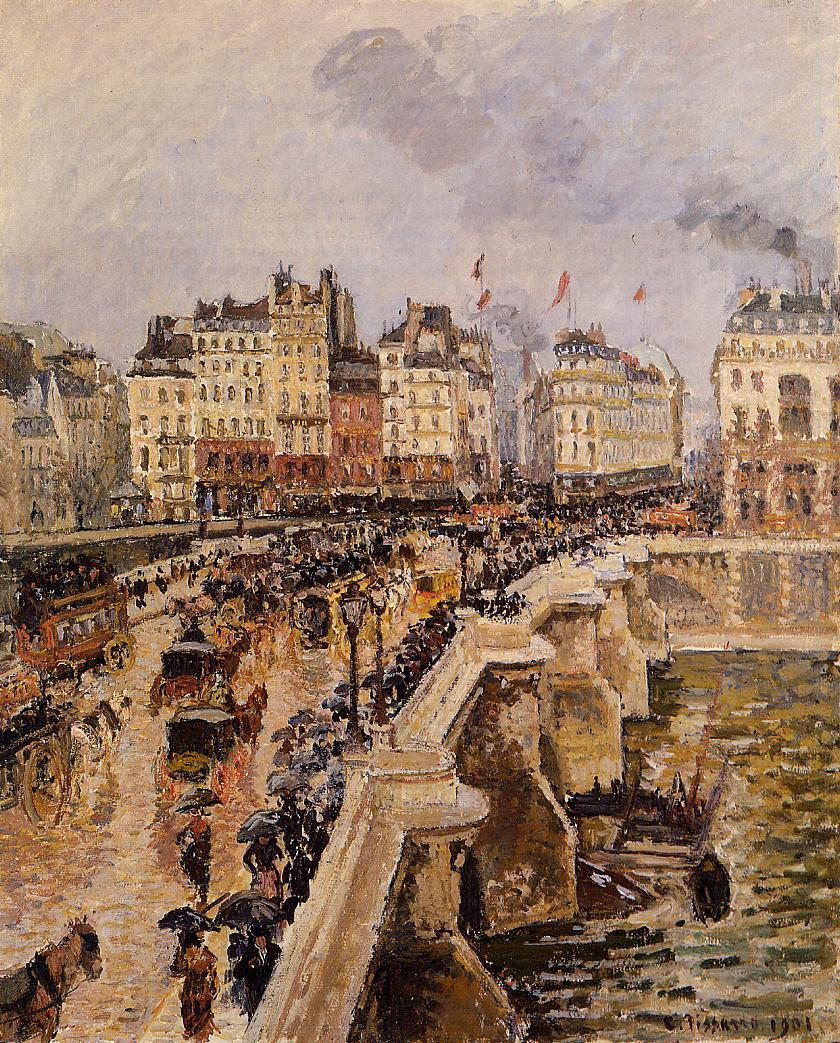
De Pont Neuf, regenachtige namiddag
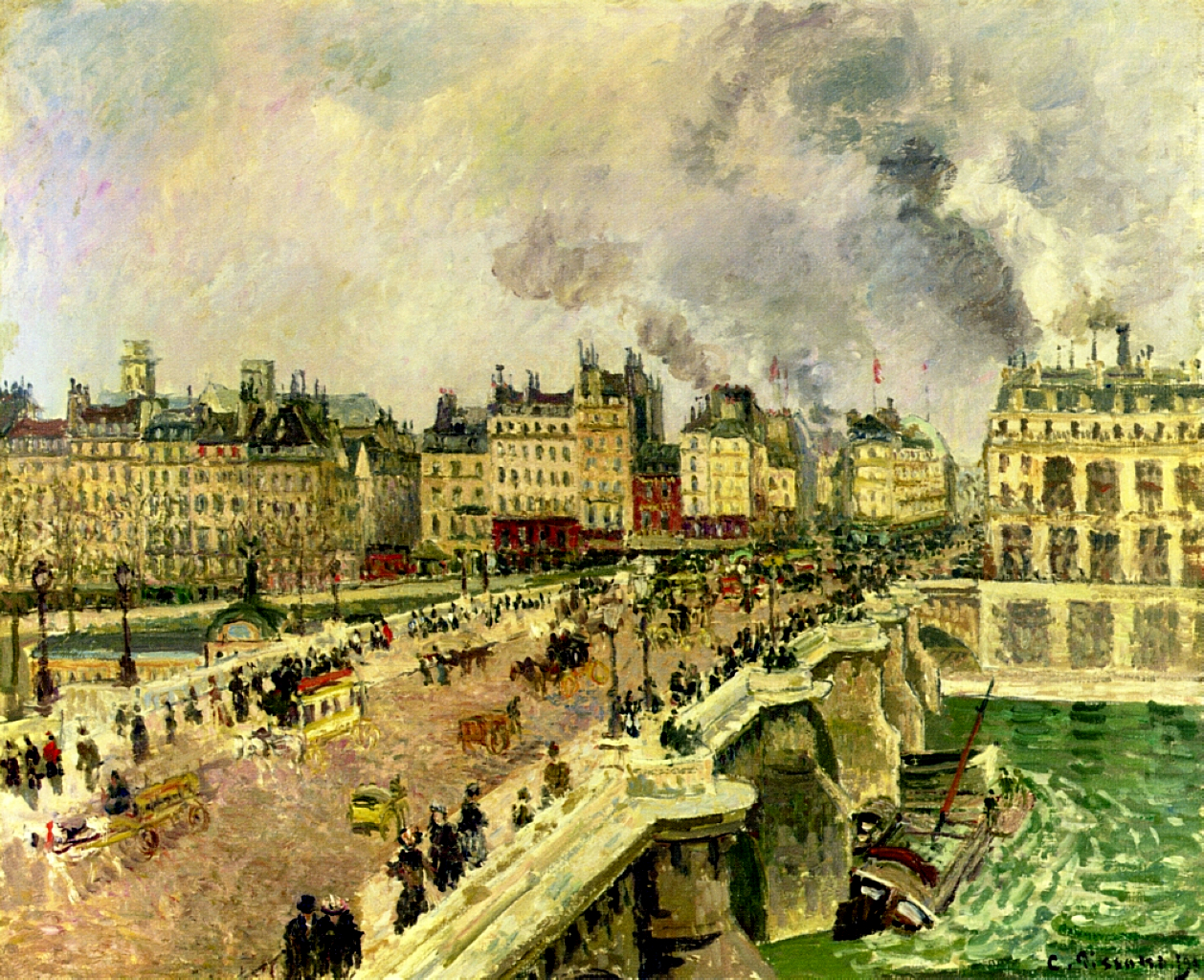
De Pont Neuf, het scheepswrak van de Bonne Mère
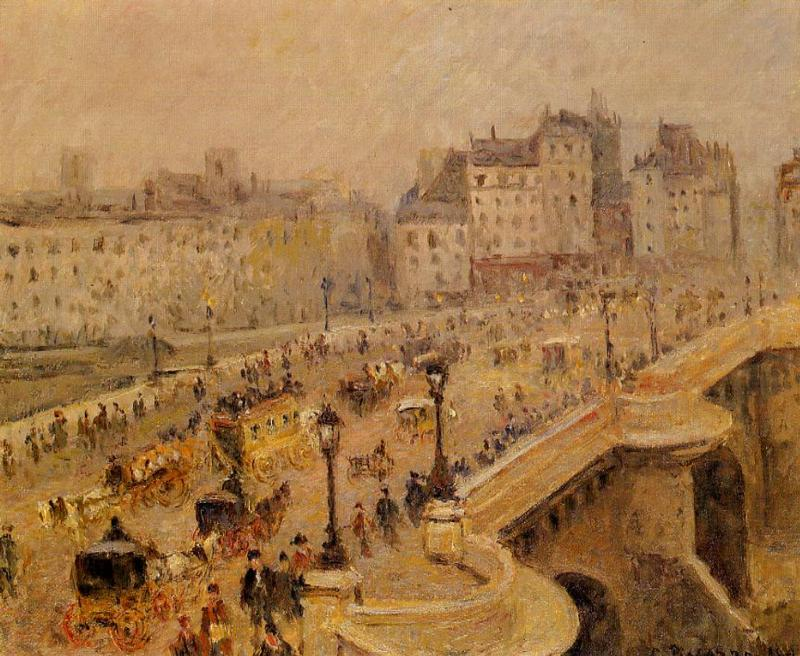
Pont Neuf, mist
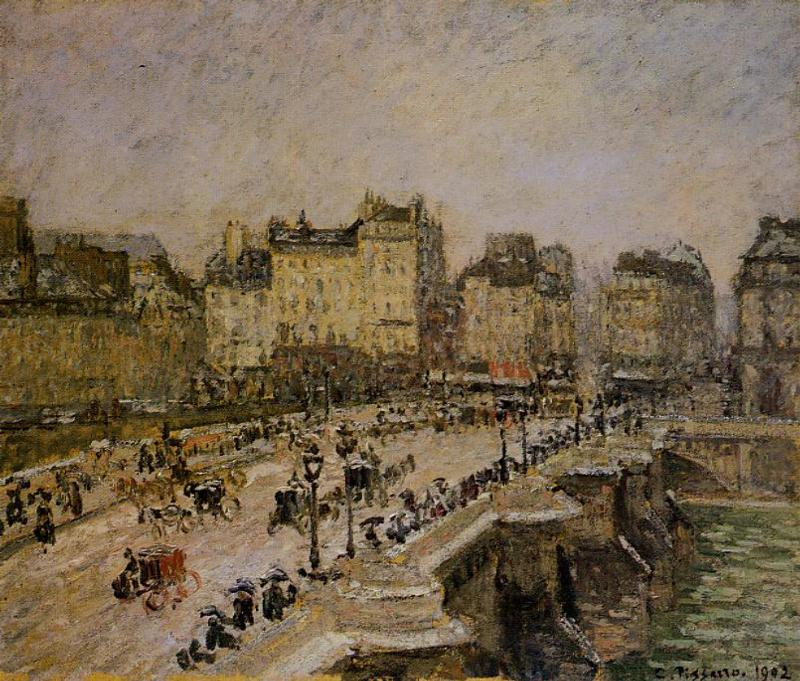
Pont Neuf, sneeuw